# Oxacis trimaculata
Oxacis trimaculata är en skalbaggsart som beskrevs av Champion 1890. Oxacis trimaculata ingår i släktet Oxacis och familjen blombaggar. Inga underarter finns listade i Catalogue of Life.